# Tritoniopsis latifolia
Tritoniopsis latifolia är en irisväxtart som beskrevs av Gwendoline Joyce Lewis. Tritoniopsis latifolia ingår i släktet Tritoniopsis och familjen irisväxter. Inga underarter finns listade i Catalogue of Life.